# Institut Seni Indonesia Surakarta
Institut Seni Indonesia Surakarta – indonezyjska państwowa uczelnia artystyczna w Surakarcie (prowincja Jawa Środkowa). Została założona w 2006 roku.